# Paraskevi Papachristou
Paraskevi "Voula" Papachristou (em grego:  Παρασκευή (Βούλα) Παπαχρήστου [parasceˈvi papaˈxristu]; nascida em 17 de abril de 1989) é uma atleta grega, especialista no salto em distância e no salto triplo, ganhadora de duas medalhas de ouro no Campeonato Europeu de Atletismo Sub-23 e representou a Grécia no mundial de 2011. Participou da final dos Jogos Olímpicos de 2016 no Rio de Janeiro, ocupando o oitavo lugar.